# Paarup (Odense)
 For alternative betydninger, se Paarup. (Se også artikler, som begynder med Paarup)
Paarup er en bydel i den vestlige udkant af Odense, beliggende i Paarup Sogn (indtil 1970 i Odense Herred, Odense Amt).

## Historie
Paarup nævnes første gang i 1339 som Paathorp. Efterleddet viser, at der er tale om en torp.
Ved matriklen 1664 var Paarup eneejet af Sankt Knuds Kloster, som formodentlig havde gennemført en egalisering af landsbyens gårde, det vil sige gjort dem lige store.
I 1682 bestod landsbyen af 4 gårde, 1 hus med jord og 3 huse uden jord. Det samlede dyrkede areal udgjorde 115,8 tønder land, skyldsat til 24,61 tdr. hartkorn. Dyrkningsformen var femvangsbrug. Landsbyens drift var integreret med Tarup og Snestrup. Der var tre vange med rotationen 2/1, mens en 4. vang blev dyrket årlig og en 5. vang (Waadsmarken) blev anvende med rotationen 2/3.
Paarup blev udskiftet i 1783.
En skole blev opført 1869 og udvidet i 1939.
I 1950-erne havde Paarup skole, forsamlingshus med folkebibliotek, stadion, telefoncentral samt Snestrup Trinbræt på den Nordvestfyenske Jernbane. Til trods for beliggenheden nær jernbanen og trinbrættet skete der ikke nogen nævneværdi byudvikling i tilknytning til landsbyen, der lå syd for jernbanen; til gengæld skete der er voldsom forstadsudvikling nord for jernbanen, men Paarup landsby forblev stort set uberørt heraf.